# Cassia
Pour les articles homonymes, voir Cassia (homonymie).
Classification APG III (2009)
Genre

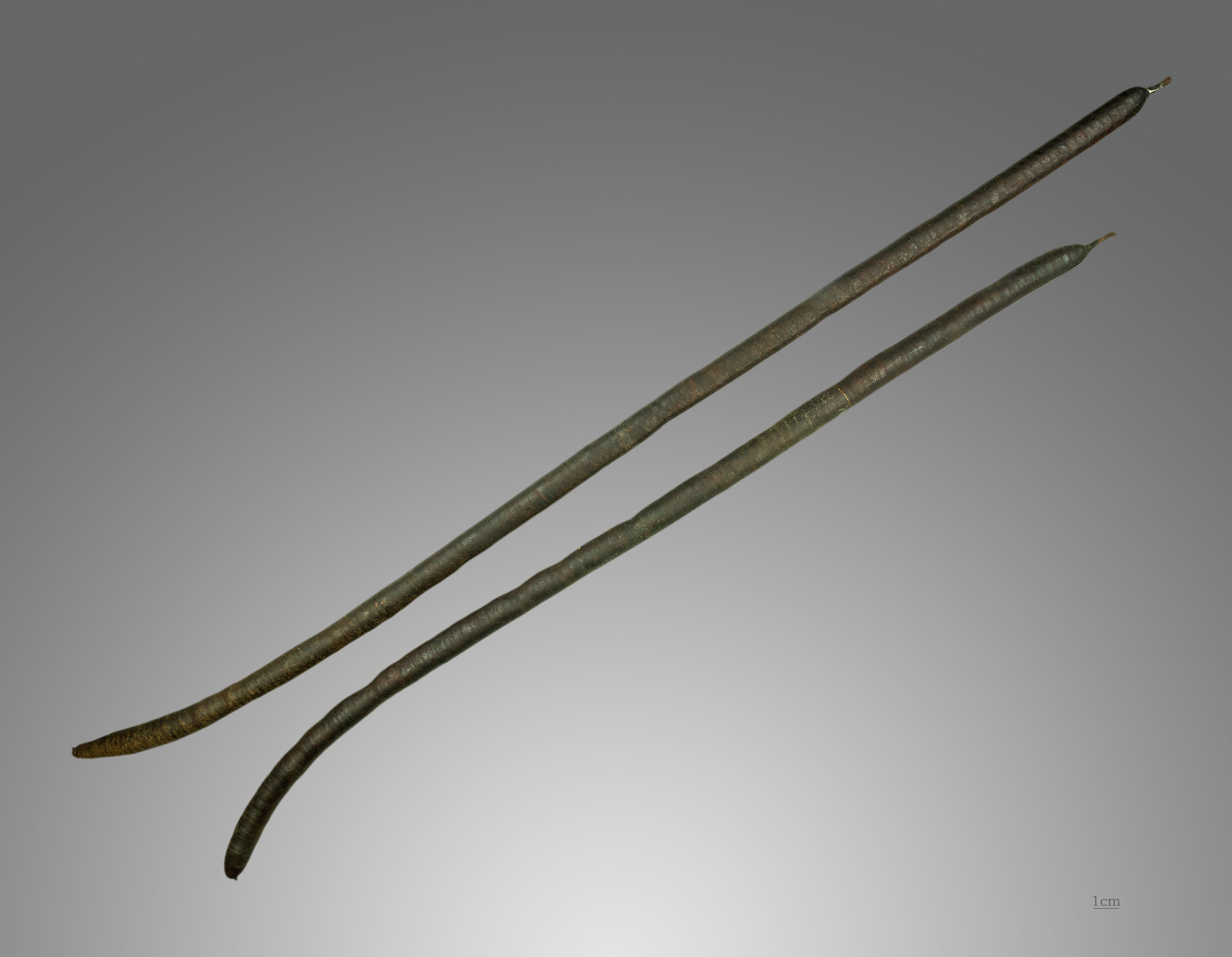
Fruits de Cassia sieberiana au MHNT.

Cassia est un genre de plantes à fleurs de la famille des Caesalpiniaceae dans la classification classique de Cronquist (1981), ou de la famille des Fabaceae, sous-famille des Caesalpinioideae  dans la classification phylogénétique APG II (2003).
Des espèces du genre Cassia sont des plantes qui servent d'aliment aux larves de certaines espèces de lépidoptères, parmi lesquelles Endoclita malabaricus.

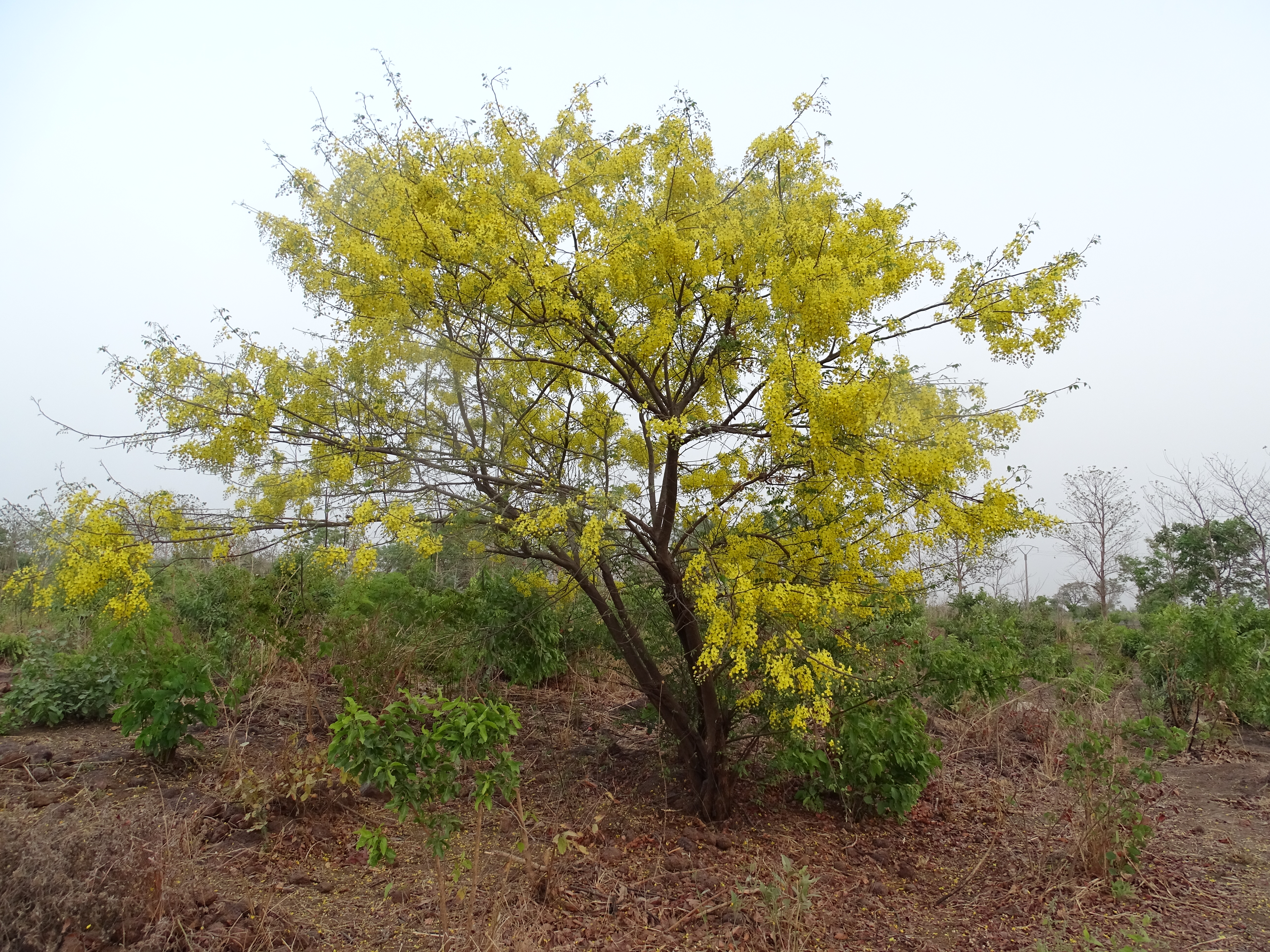
Cassia sieberiana autour du parc natioal Pendjari au Bénin.

## Classification
Dans la classification classique, le genre Cassia comprenait 650 espèces (sens lato sensu), mais, par la suite, les genres Chamaecrista et Senna ont été créés et le genre Cassia (stricto sensu) a été réduit à une trentaine d'espèces, voire moins.
Dans la classification de Cronquist (1981) des angiospermes, le genre Cassia était classé comme suit :

Règne : Plantae ; Sous-règne : Tracheobionta ; Division : Magnoliophyta ; Classe : Magnoliopsida ; Sous-classe : Rosidae ; Ordre : Fabales ; Famille : Caesalpiniaceae

## Liste des espèces
Selon GRIN (25 novembre 2014) :
- Cassia abbreviata Oliv.
- Cassia afrofistula Brenan
- Cassia aubrevillei Pellegr.
- Cassia australis Sims
- Cassia bakeriana Craib
- Cassia brewsteri (F. Muell.) F. Muell. ex Benth.
- Cassia cowanii H. S. Irwin & Barneby
- Cassia duartei H. S. Irwin
- Cassia fastuosa Willd. ex Benth.
- Cassia ferruginea (Schrad.) Schrad. ex DC.
- Cassia fistula L.
- Cassia grandis L. f.
- Cassia hybr.
- Cassia javanica L.
- Cassia leiandra Benth.
- Cassia leptophylla Vogel
- Cassia moschata Kunth
- Cassia ×nealiae H. S. Irwin & Barneby
- Cassia roxburghii DC.
- Cassia sieberiana DC.
- Cassia spruceana Benth.

Selon The Plant List (25 novembre 2014) :
- Cassia abbreviata Oliv.
- Cassia aciphylla A.Gray
- Cassia afrofistula Brenan
- Cassia agnes (de Wit) Brenan
- Cassia aldabrensis Hemsl.
- Cassia angolensis Hiern
- Cassia arereh Delile
- Cassia artemisioides DC.
- Cassia aubrevillei Pellegr.
- Cassia bakeriana Craib
- Cassia barbinervis (Pittier) Pittier
- Cassia barclayana Sweet
- Cassia brewsteri F.Muell.
- Cassia burttii Baker f.
- Cassia cardiosperma F.Muell.
- Cassia charlesiana Symon
- Cassia chatelainiana Gaudich.
- Cassia circinnata Benth.
- Cassia cladophylla W.Fitzg.
- Cassia concinna Benth.
- Cassia conspicua (G. Don) Vogel
- Cassia coronilloides Benth.
- Cassia costata J.F.Bailey & C.T.White
- Cassia cowanii H.S.Irwin & Barneby
- Cassia curvistyla J.M.Black
- Cassia cuthbertsonii F.Muell.
- Cassia desolata F.Muell.
- Cassia eremophila Vogel
- Cassia fastuosa Benth.
- Cassia ferraria Symon
- Cassia ferruginea (Schrad.) DC.
- Cassia fistula L.
- Cassia floribunda Collad.
- Cassia goniodes Benth.
- Cassia grandis L.f.
- Cassia hamersleyensis Symon
- Cassia harneyi Specht
- Cassia helmsii Symon
- Cassia hintonii Sandwith
- Cassia hippophallus Capuron
- Cassia javanica L.
- Cassia johannae Vatke
- Cassia lancangensis Y.Y. Qian
- Cassia leiandra Benth.
- Cassia leptoclada Benth.
- Cassia leptophylla Vogel
- Cassia leucocephala Sensu Bailey
- Cassia luerssenii Domin
- Cassia madagascariensis Bojer
- Cassia magnifolia F.Muell.
- Cassia manicula Symon
- Cassia mannii Oliv.
- Cassia marksiana (Bailey) Domin
- Cassia midas H.S.Irwin & Barneby
- Cassia minutiflora León
- Cassia monserratensis Lundell
- Cassia moschata Kunth
- Cassia mucronulosa (Pittier) J.F. Macbr.
- Cassia nealiae H.S.Irwin & Barneby
- Cassia nemophila Vogel
- Cassia neurophylla W.Fitzg.
- Cassia notabilis F.Muell.
- Cassia oligoclada F.Muell.
- Cassia oligophylla F.Muell.
- Cassia phyllodinea R.Br.
- Cassia pilocarina Symon
- Cassia pinoi (Britton & Rose) Lundell
- Cassia pleurocarpa F.Muell.
- Cassia polymorpha Harms
- Cassia pruinosa F.Muell.
- Cassia psilocarpa Welw.
- Cassia purpurea Roxb.
- Cassia queenslandica C.T.White
- Cassia regia Standl.
- Cassia renigera Benth.
- Cassia retusa Vogel
- Cassia roxburghii DC.
- Cassia rubriflora Ducke
- Cassia rugeoni A. Chev.
- Cassia sieberiana DC.
- Cassia spruceana Benth.
- Cassia stowardii S.Moore
- Cassia stricta (E. Mey.) Steud.
- Cassia sturtii R.Br.
- Cassia succedana Bellardi ex DC.
- Cassia swartzioides Ducke
- Cassia thyrsoidea Brenan
- Cassia tomentella (Benth.) Domin
- Cassia trachypus Mart. ex Benth.
- Cassia venusta F.Muell.

## Expression
- L'expression « Je vous passe la casse. Passez-moi le séné », signifiant « Rendez-moi un service, je vous en rendrai un autre », tire son origine des espèces des genres Cassia (la casse) et Senna (le séné).

## Remarque
- Attention à ne pas confondre ce genre avec l'espèce Cinnamomum aromaticum, le cannelier de Chine, de la famille des Lauraceae qui est parfois appelée « cassia » ou « quassia ». Non le Quassia (Amara) est une autre espèce